# 小厂镇
小厂镇，是中华人民共和国河北省张家口沽源县下辖的一个乡镇级行政单位。

## 行政区划
小厂镇下辖以下地区：
小厂村、馒头山村、段木梁村、五道沟村、毡房营村、长梁沟村、窑沟台村、光明村、仁和堡村、野马营村、石柱子村、万水泉村、白庙洼村、棠梨沟村和红泥滩村。